# 斯托尼克里克 (印地安納州)
斯托尼克里克（英語：Stony Creek）是位於美國印地安納州拉格蘭奇縣的一個非建制地區。該地的面積和人口皆未知。